# 등매초등학교 유포분교
등매초등학교 유포분교는 대한민국 강원특별자치도 평창군 봉평면 수림대길 145-11(유포리)에 있었던 초등학교이다.

## 연혁
- 1933. 4. 10 봉평공립국민학교 부설 유포간이학교
- 1945. 4. 1 유포공립국민학교로 설립
- 1982. 3. 2 등매국민학교 유포분교장으로 격하
- 1997. 3. 1 폐교